# Cokin
Cokin — торговая марка, принадлежащая японской группе производителей Kenko Tokina Co., Ltd. Под этой маркой производятся объективы, светофильтры и другие аксессуары для фото- и видеотехники.

## Cokin Creative Suite
Cokin широко известна своей универсальной системой светофильтров Cokin Creative Suite. Эту систему изобрёл французский фотограф Жан Кокин в середине XX века. Cokin Creative Suite состоит из трёх основных компонентов:
- переходное кольцо (адаптер);
- держатель светофильтров;
- светофильтр, как правило прямоугольной формы.

Благодаря такой конструкции система легко адаптируется под широкий класс объективов простой заменой переходного кольца. Существует 4 типоразмера систем:
- A-series (размер S) - диаметр адаптеров 36-62 мм, размер фильтров 67×67 мм
- P-series (размер M) - диаметр адаптеров 48-82 мм, размер фильтров 84×84 мм
- Z-PRO-series (размер L) - диаметр адаптеров 52-96 мм, размер фильтров 100×100 мм (100×150 мм для градиентных фильтров)
- X-PRO-series (размер XL) - диаметр адаптеров 62-112 мм, размер фильтров 170×130 мм